# The Hunger Games: Songs from District 12 and Beyond
The Hunger Games: Songs from District 12 and Beyond é a trilha sonora oficial do filme de 2012 The Hunger Games, gravada por diversos artistas. Foram lançados dois singles promocionais, "Safe & Sound", de Taylor Swift, com participação de The Civil Wars, e "One Engine", de The Decemberists. "Eyes Open", também de Taylor Swift, foi lançada como primeiro single oficial.
O álbum debutou em primeiro lugar na Billboard 200 e foi geralmente bem recebido pelos críticos especializados.

## Faixas
| N.º | Título                                       | Artista                  | Duração |  |
| 1.  | "Abraham's Daughter"                         | Arcade Fire              | 3:22    |  |
| 2.  | "Tomorrow Will Be Kinder"                    | The Secret Sisters       | 3:25    |  |
| 3.  | "Nothing to Remember"                        | Neko Case                | 2:58    |  |
| 4.  | "Safe & Sound" (feat. The Civil Wars)        | Taylor Swift             | 4:02    |  |
| 5.  | "The Ruler and the Killer"                   | Kid Cudi                 | 4:33    |  |
| 6.  | "Dark Days"                                  | Punch Brothers           | 3:53    |  |
| 7.  | "One Engine"                                 | The Decemberists         | 3:01    |  |
| 8.  | "Daughter's Lament"                          | Carolina Chocolate Drops | 2:46    |  |
| 9.  | "Kingdom Come"                               | The Civil Wars           | 3:42    |  |
| 10. | "Take the Heartland"                         | Glen Hansard             | 2:45    |  |
| 11. | "Come Away to the Water" (feat. Rozzi Crane) | Maroon 5                 | 5:13    |  |
| 12. | "Run Daddy Run" (feat. Pistol Annies)        | Miranda Lambert          | 2:45    |  |
| 13. | "Rules"                                      | Jayme Dee                | 3:27    |  |
| 14. | "Eyes Open"                                  | Taylor Swift             | 4:04    |  |
| 15. | "Lover Is Childlike"                         | The Low Anthem           | 4:15    |  |
| 16. | "Just a Game"                                | Birdy                    | 4:01    |  |

## Grammy Awards 2013
A música "Safe & Sound", interpretada por Taylor Swift e The Civil Wars, recebeu o prêmio de "Song Writter for Visual Media" na 55ª edição do Grammy Awards, maior premiação musical do planeta, no dia 10 de fevereiro de 2013. A canção "Abraham's Daughter", performada por Arcade Fire, também estava concorrendo ao prêmio.

## Paradas musicais
| Parada (2011)                  | Melhor posição |
| ------------------------------ | -------------- |
| Austrália (ARIA)               | 14             |
| Canadá (Canadian Albums Chart) | 5              |
| Estados Unidos (Billboard 200) | 1              |
| França (SNEP)                  | 168            |
| Irlanda (IRMA)                 | 4              |
| México (AMPROFON)              | 60             |
| Nova Zelândia (RIANZ)          | 13             |